# Кисилёв
«Кисилёв» — магнитоальбом советской рок-группы «ДК», выпущенный в 1984 году. Был записан в 1983 году в подвалах общежития Московского Института Стали и Сплавов на двухканальный магнитофон Revox с участием Сергея Эксузяна, клавишника из диксиленда Льва Лебедева, однако по техническим причинам запись не сохранилась и в ту же сессию программа была полностью переписана, но уже без клавиш. Один из последних магнитоальбомов группы, записанных с участием вокалиста Евгения Морозова.
Альбом не переиздавался на CD и распространялся исключительно на магнитной ленте в 80-х, затем через интернет в 2000-х. Также основной материал альбома вошёл в программу переизданного на CD альбома «Маленький принц» и альбомов-сборников «Mozart» и «Странные игры запрещённой рок-группы» в 2006 году.
Основной «хит» из данного магнитоальбома «Люблю тебя» был исполнен группой в 2001 году на концерте, приуроченном к 20-летнему юбилею «ДК», а также был перепет группой «Весёлые картинки» в конце 1980-х годов.

## Обложка
Обложка магнитоальбома с изображением блюда, на котором изображено круговое шествие людей с головами в заднепроходных отверстиях, стала самой узнаваемой в творчестве группы. Данное изображение стало своеобразным логотипом группы и было использовано на юбилейном концерте «ДК». Оформление магнитоальбома — Александр Повалишин, Илья Васильев и Нина Волкова.

## Дополнительные факты
- Песня «Кляма» была любимой композицией гитариста Дмитрия Яншина[7].
- Слово «кляма» Жариков пояснял как «французские духи с рязанским акцентом»[8], а слово «швыр» в песне употреблялось в значении «помойка».
- Заглавная песня альбома «Кисилёв И. И.» была записана в жанре краут-рок с использованием речитатива вместо пения, вместе с «Письмом Филу Эспозито» из альбома «Лирика»[9][10]. Дважды публиковалась во Франции на виниле (1987-88), а также исполнялась участниками рэп-группы «Ленина Пакет».
- Строчки из песни «Люблю тебя» были использованы группой «Ленина Пакет» в песне «Люблю тебя» из альбома «Ын-Tunes» 2013 года.
- Песня «Трагедия Кисилёва» в переизданной версии альбома «Маленький принц» была переименована в «Неотправленное письмо». Данная композиция была исполнена Сергеем Летовым и группой «Медсестра» в 2013 году[11].

## Список композиций
Слова и музыка всех песен — написаны Сергеем Жариковым.
| №   | Название                         | Длительность |
| --- | -------------------------------- | ------------ |
| 1.  | «Увертюра»                       | 0:25         |
| 2.  | «Люблю тебя»                     | 5:14         |
| 3.  | «Заветная книжка»                | 1:37         |
| 4.  | «Братишка Деперье»               | 0:54         |
| 5.  | «Кисилёв И.И.»                   | 1:35         |
| 6.  | «Эксперимент»                    | 2:27         |
| 7.  | «Интеллигентно»                  | 2:20         |
| 8.  | «Наш батько»                     | 2:38         |
| 9.  | «Ты Кисилёва забыла совсем»      | 5:26         |
| 10. | «Картинки с выставки»            | 5:39         |
| 11. | «Первая любовь»                  | 2:43         |
| 12. | «Настоящая любовь»               | 2:12         |
| 13. | «Чубокаблучный рок им. Кисилёва» | 2:58         |
| 14. | «Кляма»                          | 4:31         |
| 15. | «Трагедия Кисилёва»              | 3:56         |
| 16. | «Апофеоз»                        | 0:30         |
| 17. | «Реквием»                        | 1:20         |

## Участники записи альбома
- Евгений Морозов — вокал
- Дмитрий Яншин — гитара
- Олег Опойцев — тенор-саксофон
- Сергей Полянский — бас
- Виктор Клемешев — гитара, бэк-вокал
- Сергей Жариков — барабаны, голос (3), аранжировки, тексты и музыка песен